# Otto Kurz

Otto Kurz FBA (26 de mayo de 1908, Viena - 3 de septiembre de 1975, Londres) fue un historiador de arte austriaco, bibliotecario en el Instituto Warburg y profesor  de la Cátedra Slade de Bellas Artes de la Universidad de Oxford.
Hizo su tesis sobre Guido Reni bajo la supervisión de Julius von Schlosser. Trabajo en el Instituto Warburg y tras su traslado a Londres se marchó huyendo de los nazis. bibliotecario en el Instituto Warburg de 1949 a 1965 y profesor de Historia de la tradición clásica, con especial referencia al cercano Oriente, arte islámico, en la universidad de Londres, entre 1965 y 1975. Fue profesor  de la Cátedra Slade de Bellas Artes de la Universidad de Oxford entre 1971 y 1972.

## Obras
- La leyenda del artista con Ernst Kris Cátedra, 2007 ISBN 84-376-2392-4[3]